# Moviment Cívic
Moviment Cívic (txec Občanské Hnutí, OH) fou un partit polític de la República Txeca que es va fundar el 1991 per Jiři Dientsbier com a escissió del Fòrum Cívic, però que no assolí representació a les eleccions legislatives txeques de 1992. El 1993 el partit va canviar de nom a Demòcrates Lliures (Svobodní Demokraté) i el 1995 es va aliar amb el Partit Nacional Social-Liberal, però tampoc va assolir representació a les eleccions legislatives txeques de 1996, en la que es va presentar amb els verds. El 1998 es va reanomenar Partit per una Societat Oberta (Strana pro otevřenou společnost), que manté alguna organització a nivell local. El 2006 fou escollit senador el seu membre Soňa Paukrtová.